# Differita
Con il termine differita si intende quel particolare metodo di trasmissione televisiva o radiofonica, via cavo o via etere che non avviene contemporaneamente alla realizzazione della trasmissione o allo stesso evento mediatico.

## Approfondimento
Lo studio o canale televisivo cura la regia del programma e lo preregistra su videocassetta VHS o altro supporto di memorizzazione, definito copia master di archivio, che potrà in seguito essere riutilizzato più volte per la messa in onda. 
Questo sistema, introdotto in Italia per la prima volta dalle nascenti reti private a cavallo tra gli anni settanta e gli ottanta, si affianca alla cosiddetta diretta, che consiste nella diffusione dell'evento in simultanea al suo svolgimento e realizzazione tecnica. 
La differita viene utilizzata in generale per trasmissioni satiriche e di intrattenimento o talk show su fatti di cronaca e attualità, o anche per quiz a premi. Invece per telegiornali, dibattiti politici, festival musicali o eventi sportivi di grande interesse generale si favorisce solitamente la diretta, anche se ci sono delle rilevanti eccezioni, come il Festivalbar.